# Castello di Tiffauges

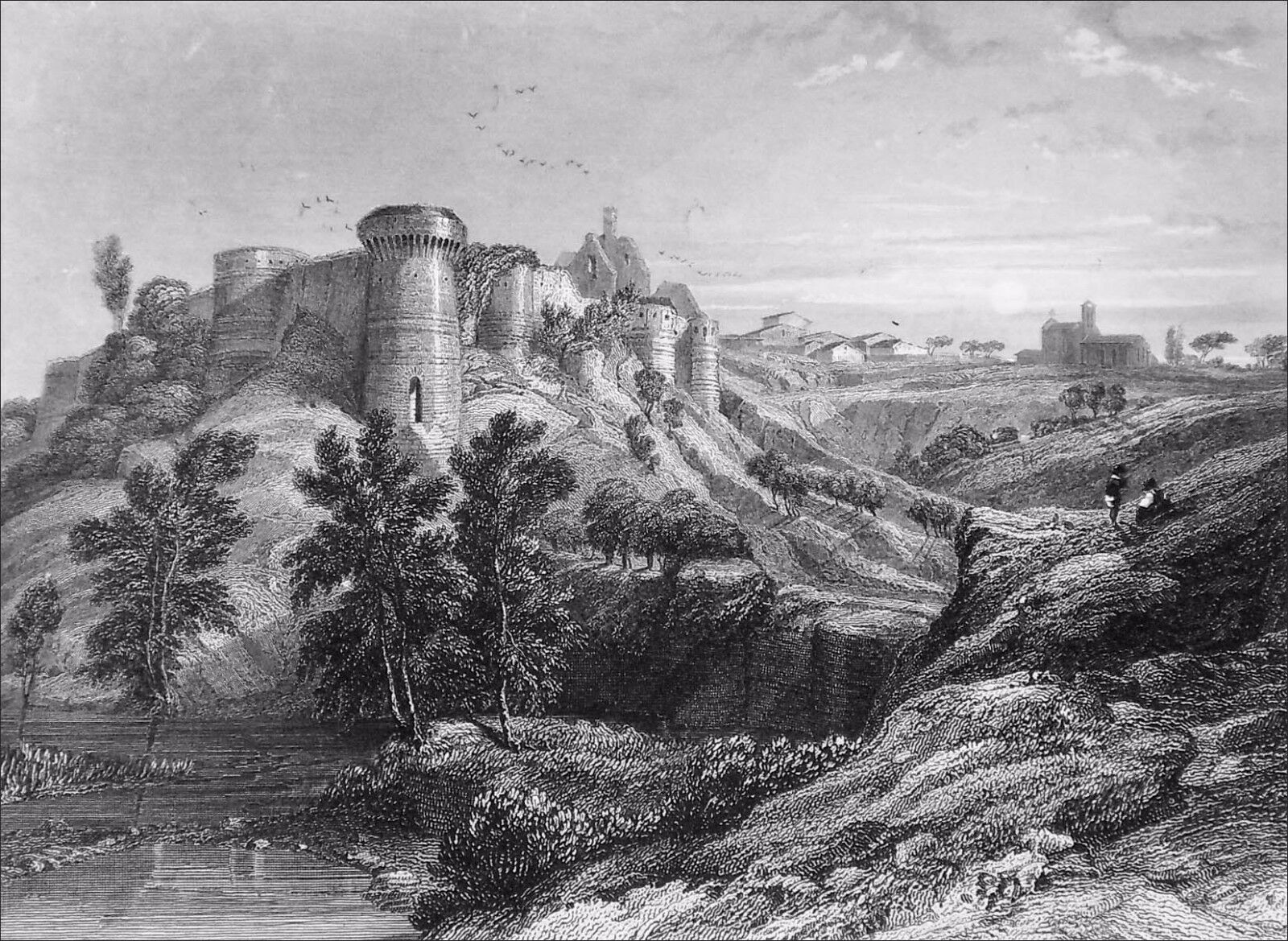
Il castello di Tiffauges (stampa del 1853)

Il castello di Tiffauges (in francese: château de Tiffauges) è un edificio fortificato che domina l'omonimo borgo situato nel dipartimento della Vandea.

## Storia
La rocca è conosciuta come il castello di Barbablù in riferimento al suo più famoso proprietario, Gilles de Rais, nei cui sotterranei compì orrendi misfatti, coadiuvato da servitori complici e dall'alchimista toscano Francesco Prelati.
Il visconte Geoffroy IV de Thouars (1125-1173) fece erigere il maniero nel XII secolo con torri e cinta muraria per proteggere il borgo, posizionato lungo il fiume Crûme, affluente della Sèvre Nantaise.
Il castello faceva parte della ricca dote della discendente Catherine de Thouars che nel 1420 sposò il barone e maresciallo di Francia Gilles de Rais (1405-1440). Dopo la sua morte sul rogo la vedova si unì in seconde nozze con Giovanni II di Vendome, visconte di Chartres, che nel 1520 fece costruire il torrione che ancora porta il suo nome.
Il feudo entrerà poi in possesso di Giovanni III di Vendome, figlio di Catherine e di Giovanni II. Nel 1563 lo ereditò il duca di Thouars Luigi III de La Trémoille (1521-1377). Questi, successivamente, lo cedette a Berande de Ferriére che lo trasmise al fratello Jean.
Nel 1569 la rocca fu assediata e parzialmente devastata dal fuoco in seguito alle guerre di religione francesi. Nel 1626 un decreto del re Luigi XIII decise il suo smantellamento.
Il castello, il 19 settembre 1793, esercitò un ultimo ruolo attivo nella battaglia di Torfou, nell'ambito della prima guerra di Vandea.
In seguito, la fortezza cadde in serio degrado. Negli ultimi anni è stata restaurata ed è diventata un sito culturale e una frequentata meta turistica.